# Тротуарная астрономия

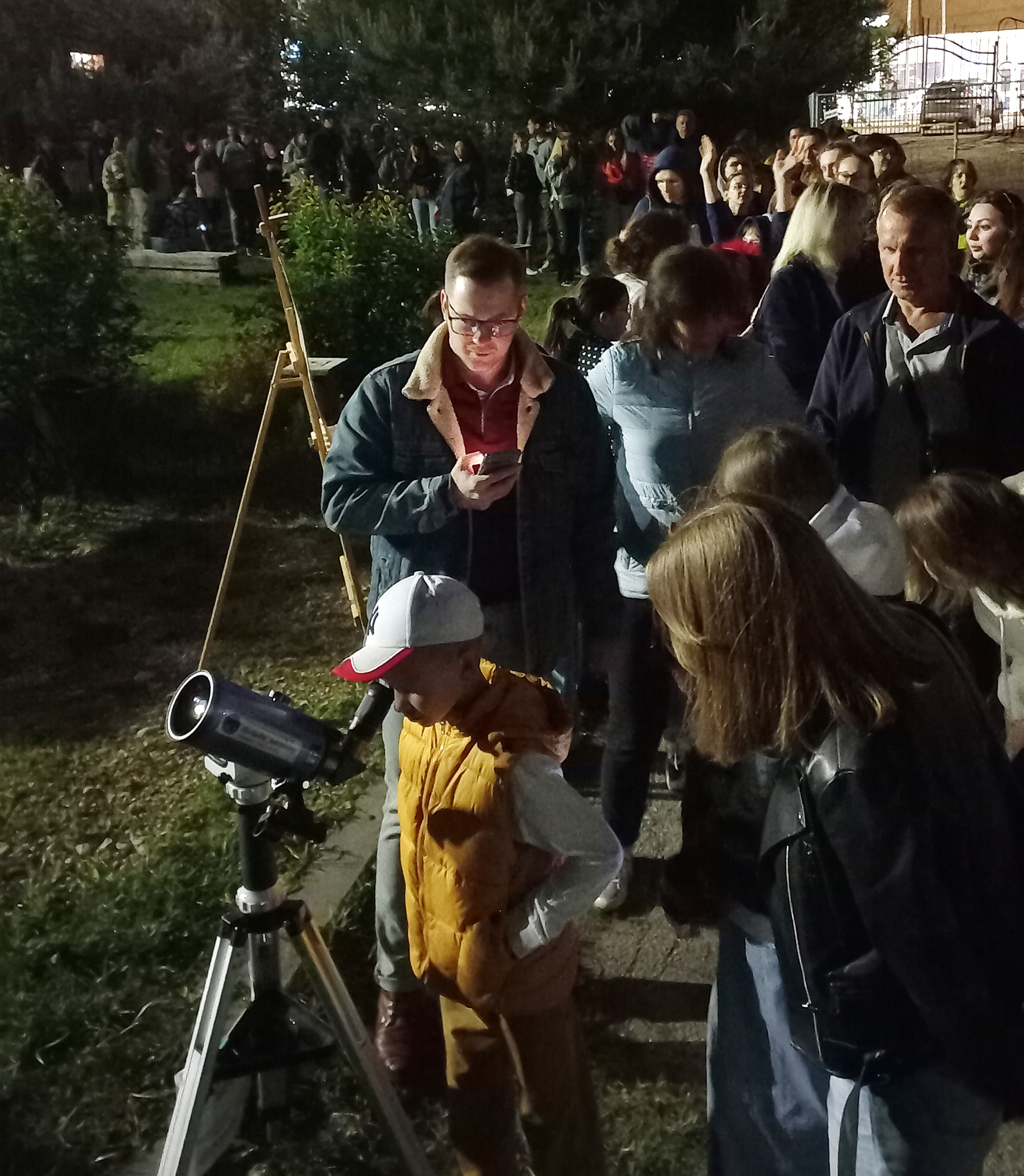
Тротуарная астрономия на международный день астрономии 18.05.2024 в Саратове.

Тротуарная астрономия — вид любительской астрономии, заключающийся в том, что астрономы выносят свои телескопы на городские улицы (отсюда и название) и приглашают прохожих посмотреть на небесные объекты, рассказывая об увиденном.

## Особенности

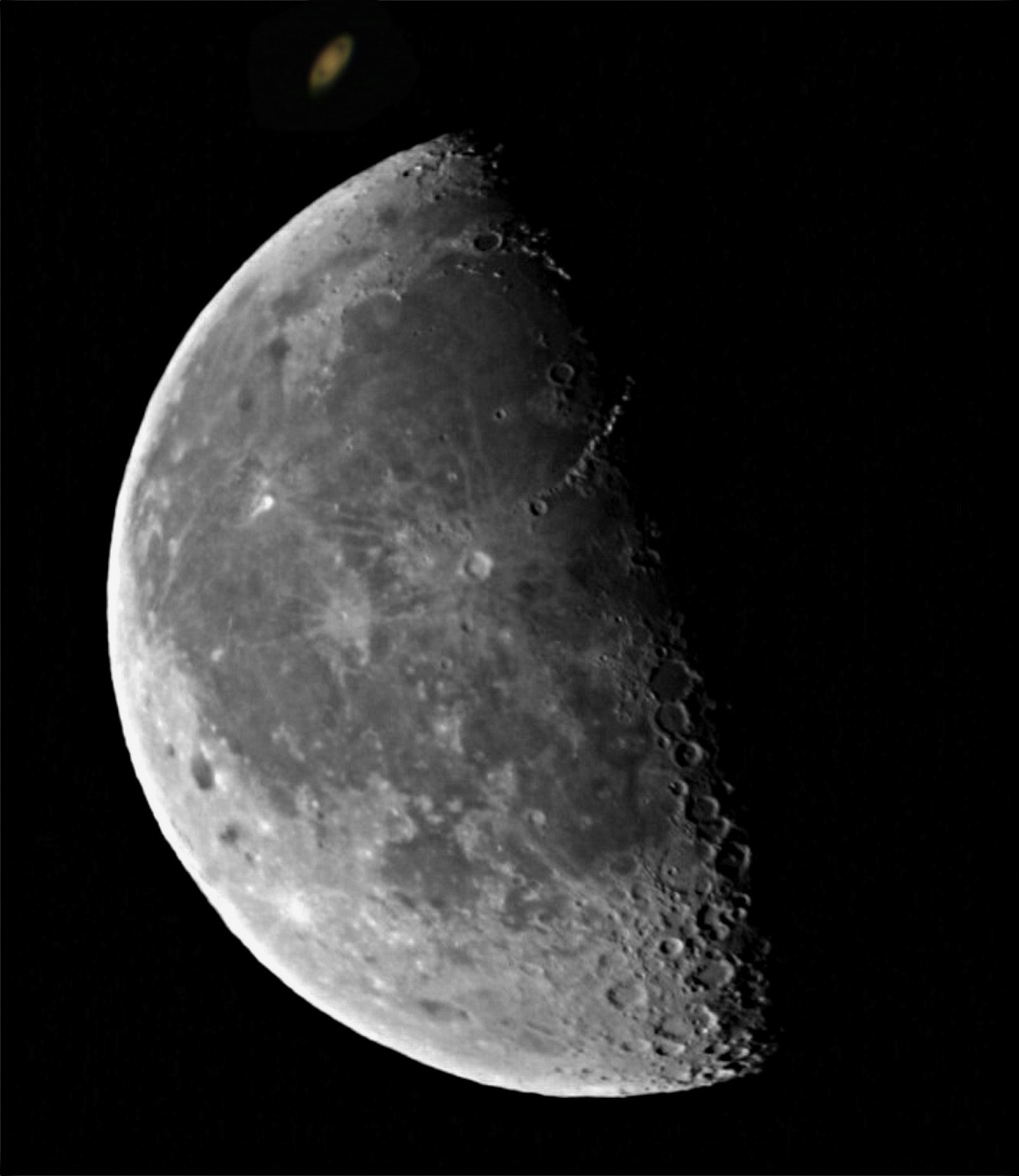
Луна и Сатурн — типичные объекты для наблюдений на тротуарной астрономии.

Тротуарная астрономия отличается от обычных любительских астрономических наблюдений тем, что организаторы первой предпочитают людные места (городские площади, улицы и т. п.), тогда как вторым больше подходят тёмные незаселённые районы, где отсутствует световое загрязнение. Причины этого различия понятны: основной целью тротуарной астрономии является привлечение как можно большего числа людей, чтобы дать им возможность наблюдать ночное небо в телескоп. Из-за освещённости мест наблюдений, основными астрономическими объектами являются Луна, планеты и наиболее яркие звёзды, которые видны сквозь городскую засветку. Иногда подобные мероприятия проводятся и днём, тогда объектом наблюдения становится Солнце (через специальный солнечный телескоп либо обычный телескоп со специальным солнечным фильтром).
Мероприятие может проводиться как единственным астрономом-любителем, так и группой астрономов, устанавливающих телескопы друг рядом с другом, что позволяет за ограниченное время посмотреть в них большему числу желающих.
Большое внимание уделяется объяснению увиденного и ответам на вопросы любознательных прохожих.

## История

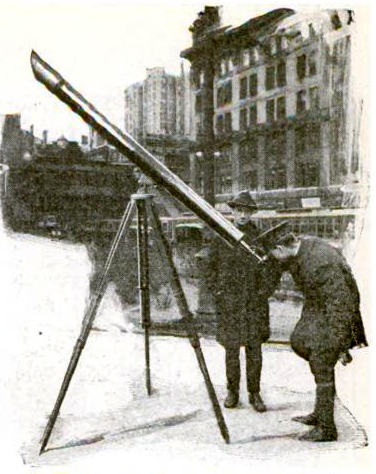
Тротуарная астрономия в Нью-Йорке, 1921 год.

Примеры того, как люди устанавливали свои телескопы на городских улицах для публичных астрономических наблюдений, восходят к XIX веку, а возможно, и раньше. Астрономы с телескопами на тротуарах были обычным явлением в большинстве крупных городов. Телескопы часто использовались размерами больше, чем средний доступный «телескоп из универмага», а иногда и очень больших размеров. Так, в 1930 году в Новом Орлеане астроном Фрэнк Мэннинг выставлял на улицы собственноручно сделанный 16-дюймовый телескоп Кассергена. А в 1870-х годах в Лос-Анджелесе мистер Гроссер устанавливал на улице не только телескоп, но и микроскоп с подсветкой. Некоторые такие астрономы предлагали публике рассматривать астрономические объекты в телескоп за деньги, тогда как другие разрешали людям смотреть в них бесплатно.

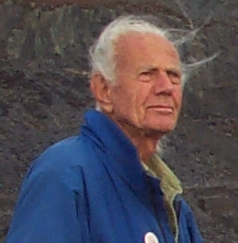
Джон Добсон в 2002 году.

Одним из людей, выносивших свой телескоп на городские улицы и приглашавших прохожих посмотреть в него, был Джон Добсон, американский астроном-любитель, который изобрёл известную теперь во всём мире монтировку для телескопа, названную его именем (монтировка Добсона). Добсон также продвигал проект большого и недорогого телескопа-рефлектора на такой монтировке, который он называл «тротуарный телескоп» (сегодня его чаще называют «телескопом Добсона»). В 1968 году Добсон с двумя своими учениками основал ассоциацию тротуарных астрономов «San Francisco Sidewalk Astronomers», позже переименованную просто в «Sidewalk Astronomers». Её отделения сегодня разбросаны по всему миру, включая Россию (Иркутск, Красноярск, Омск, Томск) и Украину (Харьков, Днепропетровск). Основные цели ассоциации — дать людям шанс своими глазами увидеть небесные объекты в телескоп и объяснить им увиденное, таким образом просвещая людей о Вселенной, в которой они живут.
В последние годы тротуарная астрономия стала больше ассоциироваться с альтруистически настроенными астрономами-любителями или их сообществами, предлагающими наблюдение в телескоп для всех желающих на бесплатной основе. Такие мероприятия проводят не только члены «Sidewalk Astronomers» и иных ассоциаций, но и не связанные с ними астрономы-любители, воодушевлённые примерами своих коллег и зачастую имеющие телескопы малого и среднего размера.

## Галерея

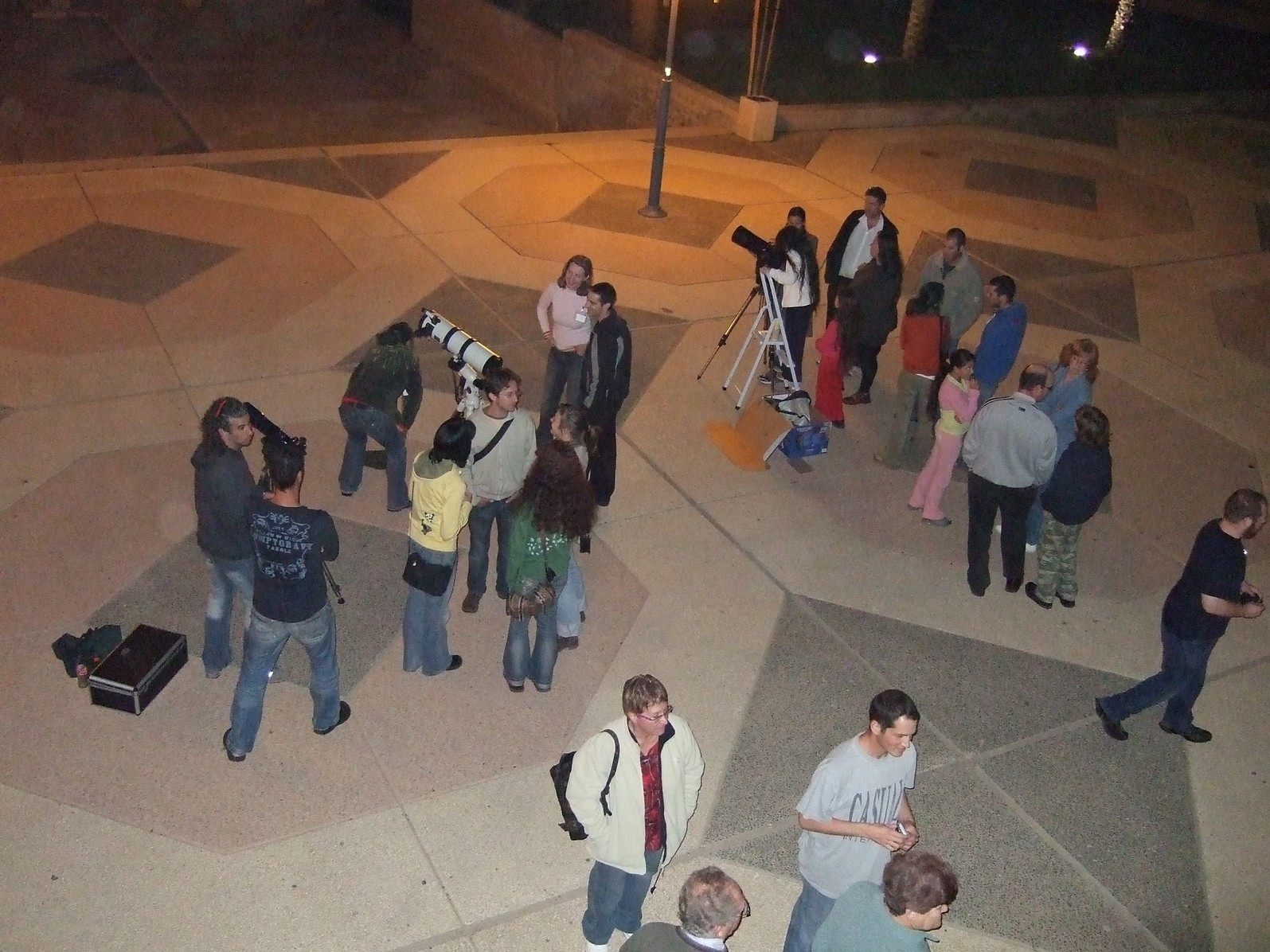
Ночная встреча для астрономических наблюдений в Университете Бен-Гуриона.
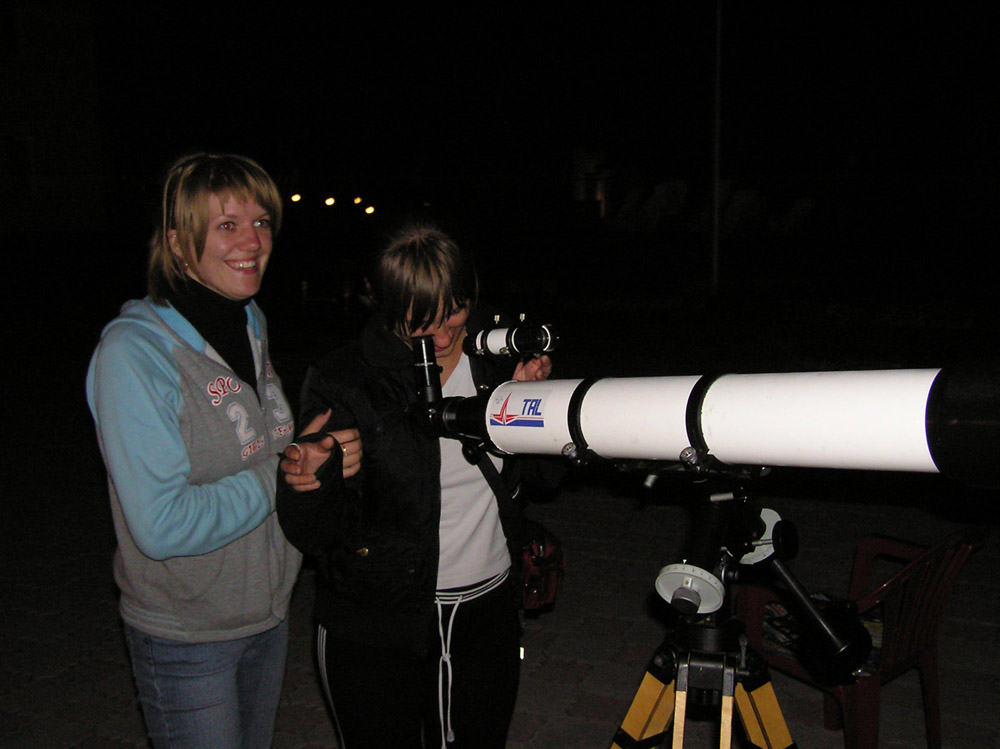
Российские любители астрономии.

## Примечание
1. ↑  The Story of the Heavens - By Robert Stawell Ball – Herschel, after 1774
2. 1 2   Theatrical management in the West and South for thirty years By Solomon Smith, Sinclair Hamilton Collection of American Illustrated Books before 1868 – mention for pay
3. ↑  Journal of the Franklin Institute – 1880 — стр. 418 — «Sidewalk Astronomers in Paris». Дата обращения: 31 мая 2024. Архивировано 31 мая 2024 года.
4. ↑  Jerome Sydney Meyer, "Great inventions" - Page 51
5. ↑  Latimer J. Wilson, Adventures in Street Corner Astronomy, Popular Science Mar 1921
6. 1 2  "Moser, Don (1 ноября 2005), 35 Who Made a Difference: John Dobson, Smithsonian.com, Архивировано из оригинала на 11 марта 2009, Дата обращения: 31 мая 2024{{citation}}:  Википедия:Обслуживание CS1 (бот: изначальный URL статус неизвестен) (ссылка)
7. ↑  Brown, John (16 января 2009), John Brown's New Orleans Sidewalk Astronomy web page, Архивировано из оригинала на 26 января 2009, Дата обращения: 31 мая 2024{{citation}}:  Википедия:Обслуживание CS1 (бот: изначальный URL статус неизвестен) (ссылка)
8. 1 2  The Historical Society of Southern California quarterly by the Historical Society of Southern California, Pioneers of Los Angeles County – том 38 – 1956 год: «„Тротуарные астрономы“ был заметными людьми в Лос-Анджелесе. Одним из таких джентльменов в конце 1870-х и начале 1880-х годов был мистер Гроссер, который за небольшую плату позволял прохожему смотреть не только в свой огромный телескоп, но и в освещённый микроскоп, который он носил с собой».
9. ↑  Friends' intelligencer — Стр. 298 — 1862
10. ↑  Watson, Fred. Why Is Uranus Upside Down?. — Inc. NetLibrary, October 2007. — P. 17. — ISBN 9781741762761.
11. ↑  Раздел «История» на официальном сайте «Sidewalk Astronomers» Архивная копия от 4 августа 2017 на Wayback Machine  (англ.)
12. ↑  Los Angeles Sidewalk Astronomers - The Sidewalk Astronomers, who we are and what we do!
13. ↑  Liverpool Astronomical Society Sidewalk Astronomers Архивная копия от 4 февраля 2024 на Wayback Machine
14. ↑  John Dobson: Amateur Astronomy's Revolutionary, Space.com, 2000-05-05, p. 2, Архивировано из оригинала 24 мая 2009, Дата обращения: 23 июня 2009